# قلعه کلات بهده
بقایای قلعه کلات بهده مربوط به دوران‌های ساسانی- اسلامی است و در روستای بهده، بخش مرکزی، شهرستان پارسیان، استان هرمزگان واقع شده‌است. این اثر در تاریخ یکم آذرماه ۱۳۸۸ با شمارهٔ ثبت ۲۸۱۵۶ به‌عنوان یکی از آثار ملی ایران به ثبت رسیده‌است.